# Bousse (Sarthe)
Bousse – miejscowość i gmina we Francji, w regionie Kraj Loary, w departamencie Sarthe.
Według danych na rok 1990 gminę zamieszkiwały 382 osoby, a gęstość zaludnienia wynosiła 32 osób/km² (wśród 1504 gmin Kraju Loary Bousse plasuje się na 922. miejscu pod względem liczby ludności, natomiast pod względem powierzchni na miejscu 919.).